# Eduardo Moyata
Moyata  Cruz est un nom espagnol. Le premier nom de famille, en général paternel, est Moyata ; le second, en général maternel, souvent omis, est Cruz.
Eduardo Edwin Moyata Cruz, né le 7 février 2000, est un coureur cycliste bolivien.

## Biographie
En 2018, Eduardo Moyata représente son pays aux championnats panaméricains juniors (moins de 19 ans). L'année suivante, il intègre l'équipe continentale bolivienne Start. Il remporte ensuite le championnat de Bolivie du contre-la-montre en 2021 dans la catégorie des espoirs,.
Pour la saison 2023, il s'engage avec la formation Pío Rico-Alcaldía La Vega. Au printemps, il se distingue en devenant champion de Bolivie du contre-la-montre chez les élites. Il montre également ses qualités de grimpeur sur le Tour de Mendoza en terminant huitième du classement général.

## Palmarès et résultats

### Par année
- 2019
  - 3e étape de la Vuelta a Sucre
- 2021
  -  Champion de Bolivie du contre-la-montre espoirs
  - 3e du championnat de Bolivie sur route espoirs
- 2022
  - 2e du championnat de Bolivie du contre-la-montre espoirs
  - 3e du championnat de Bolivie sur route espoirs
- 2023
  -  Champion de Bolivie du contre-la-montre
  - Vuelta a La Paz :
    - Classement général
    - 1re étape
- 2024
  -  Champion de Bolivie du contre-la-montre
  - Vuelta a Sucre-Bicentenario :
    - Classement général
    - 1re étape
- 2025
  -  Champion de Bolivie sur route
  - Ruta del Valle Alto
  - Vuelta al Sur :
    - Classement général
    - 1re, 3e et 4e étapes

### Classements mondiaux
| Année            | 2019 | 2020 | 2021 | 2022 |
| ---------------- | ---- | ---- | ---- | ---- |
| UCI America Tour | 487e |      |      | 153e |